# Scooby Doo i duch czarownicy
Scooby Doo i duch czarownicy (ang. Scooby-Doo and the Witch’s Ghost) – 7 film animowany i 2 animowany pełnometrażowy z serii Scooby Doo, powstały w roku 1999.

## Fabuła
Tym razem wrogiem drużyny będzie czarownica. Gdy rozwiązują zagadkę, muszą powstrzymać kolejną wiedźmę, tym razem najprawdziwszą. Ich zadaniem jest odesłanie jej do Księgi Czarów.
W filmie ma koncert zespół Eko-wiedźmy, który w filmie Scooby Doo i legenda wampira bierze udział w festiwalu.
Premiera filmu w telewizji:
- TV Puls – 17 lutego 2008, 17 kwietnia 2010, 8 lutego 2011.
- Cartoon Network – 23 grudnia 2009 roku o godz. 09:05 w Świątecznym Kinie Cartoon Network.
- Polsat – wiele różnych dat.

## Obsada
- Scott Innes –
  - Scooby-Doo,
  - Kudłaty Rogers
- Mary Kay Bergman – Daphne Blake
- B.J. Ward – Velma Dinkley
- Frank Welker – Fred Jones
- Jane Wiedlin – Dusk
- Jennifer Hale – Thorn
- Kimberly Brooks – Luna

## Wersja polska
Wersja polska: Master Film

Reżyseria: Cezary Morawski

Dialogi: Katarzyna Dziedziczak

Dźwięk: Małgorzata Gil

Montaż: Krzysztof Rustecki

Kierownik produkcji: Dorota Suske

Udział wzięli:
- Ryszard Olesiński – Scooby
- Jacek Bończyk – Kudłaty
- Agata Gawrońska – Velma
- Jacek Kopczyński – Fred
- Beata Jankowska – Daphne
- Robert Czebotar – Ben Ravencroft
- Cezary Morawski – Burmistrz
- Brygida Turowska – Thorn
- Elżbieta Gaertner – Sara Ravencroft
- Krzysztof Zakrzewski – Jack
- Iwona Rulewicz – Luna
- Aleksandra Rojewska – Dusk
- Marcin Perchuć – Pan McKnight

Lektor: Jacek Brzostyński